# Méry-sur-Seine
Méry-sur-Seine is een gemeente in het Franse departement Aube (regio Grand Est). De plaats maakt deel uit van het arrondissement Nogent-sur-Seine. Méry-sur-Seine telde op 1 januari 2022 1.442 inwoners.

## Geschiedenis
Tijdens het ancien régime lag Méry in de provincie Champagne. Op 22 februari 1814 tijdens de laatste fase van de Zesde Coalitieoorlog vonden hier een gevechten plaats tussen Franse troepen onder leiding van generaal Antoine Gruyer en een Russisch leger dat oprukte naar Parijs. Tijdens de Honderd Dagen van Napoleon in 1815 was er een grote brand in Méry na gevechten tussen Fransen en Pruisen.

## Geografie
De oppervlakte van Méry-sur-Seine bedroeg op 1 januari 2022 12,42 vierkante kilometer; de bevolkingsdichtheid was toen 116,1 inwoners per km². De Seine stroomt door de gemeente. Het centrum van Méry-sur-Seine ligt op de rechteroever van de rivier.
De onderstaande kaart toont de ligging van Méry-sur-Seine met de belangrijkste infrastructuur en aangrenzende gemeenten.

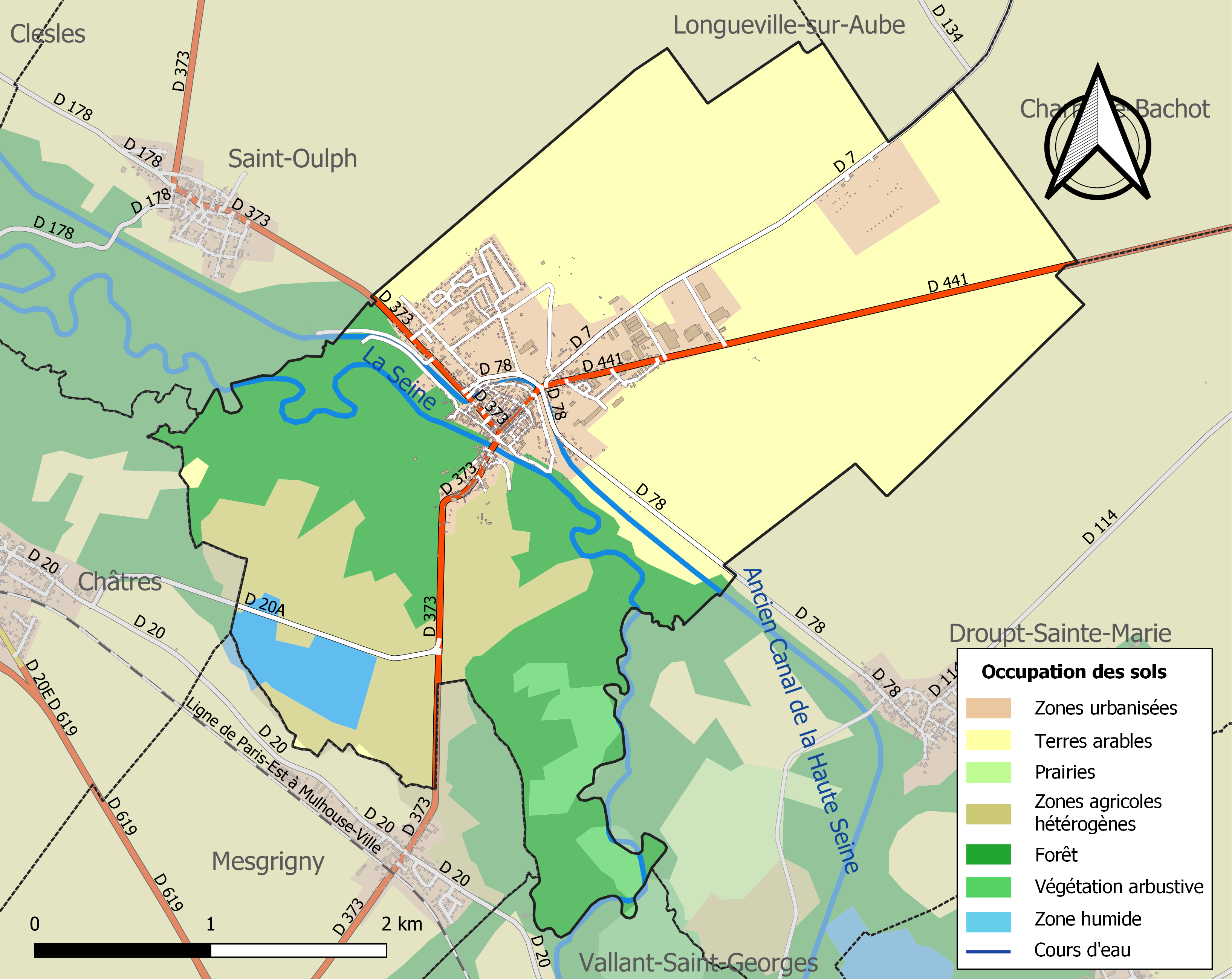

## Demografie
Onderstaande figuur toont het verloop van het inwonertal (bron: INSEE-tellingen).

Vanwege een beveiligingsprobleem met de MediaWiki Graph-software is het momenteel niet mogelijk deze grafiek weer te geven. Zodra de software is bijgewerkt zal de grafiek vanzelf weer zichtbaar worden.